# Plebiscito sobre a independência do Montenegro em 1992
O plebiscito sobre a independência de Montenegro em 1992 foi o primeiro referendo para a independência de Montenegro ocorrido em 1 de março de 1992. Os resultados desta votação foram de 95,96% para manter o país dentro da Iugoslávia, a fim de formar uma federação com a Sérvia. A participação foi de apenas 66%, apesar do boicote por parte das minorias albanesas, bem como alguns dos pró-independência.

## Resultados

### Total
Eleitores registrados: 421.549
- Total: 278.382 (66.04%)
  - Sim: 266,273 (95.96%)
  - Não: 8,755 (3.14%)

|     |     |  |        |        |
| SIM | SIM |  | 95,96% | 95,96% |
| NÃO | NÃO |  | 3,14%  | 3,14%  |